# Coliforme

Escherichia coli

Coliformes são grupos de bactérias indicadoras de contaminação e são formados pelos gêneros Escherichia, Citrobacter, Enterobacter e Klebsiella.
As bactérias do grupo coliforme habitam o intestino de animais mamíferos, como o ser humano, e são largamente utilizadas na avaliação da qualidade das águas, servindo de parâmetro microbiológico básico às leis de consumo criadas pelos governos e empresas fornecedoras que se utilizam desse número para garantir a qualidade da água para o consumo humano. 
Há os coliformes totais, que são grupos de bactérias gram-negativas, que podem ou não necessitar de Oxigênio  - Aeróbias ou Anaeróbias, que não formam esporos, e são associadas à decomposição de matéria orgânica em geral. Há também os Coliformes Fecais, também chamados de Coliformes Termotolerantes pois toleram temperaturas acima de 40ºC e reproduzem-se nessa temperatura em menos de 24 horas. Este grupo é  associado às fezes de animais de endotérmicos.
Pelo estudo da concentração dos Coliformes nas águas pode-se estabelecer um parâmetro indicador da existência de possíveis microorganismos patogênicos que são responsáveis pela transmissão de doenças pelo uso ou ingestão da água, tais como a febre tifóide, febre paratifóide, disenteria bacilar e cólera.